# Белашки (Винницкая область)
Бела́шки (укр. Білашки) — село на Украине, находится в Погребищенском районе Винницкой области.
Код КОАТУУ — 0523481001. Население по переписи 2001 года составляет 360 человек. Почтовый индекс — 22215. Телефонный код — 4346.
Занимает площадь 3 км².

## Адрес местного совета
22215, Винницкая область, Погребищенский р-н, с. Белашки, ул. Октябрьская, 36